# Mohaniā
Mohaniā är en ort i Indien.   Den ligger i distriktet Kaimur District och delstaten Bihar, i den centrala delen av landet, 700 km sydost om huvudstaden New Delhi. Mohaniā ligger 81 meter över havet och antalet invånare är 30 507.
Terrängen runt Mohaniā är mycket platt. Runt Mohaniā är det tätbefolkat, med 849 invånare per kvadratkilometer. Närmaste större samhälle är Bhabua, 14,3 km söder om Mohaniā. Trakten runt Mohaniā består till största delen av jordbruksmark.